# Who the F**K Is Arthur Fogel
Who the F**K Is Arthur Fogel es un  documental canadiense de 2013, dirigido por Ron Chapman, que a su vez lo escribió y también musicalizó, en la fotografía estuvieron Ewan Bourne, Wes Legge y Eoin Mcglaughlin, los protagonistas son Bono, Arthur Fogel y Adam Clayton, entre otros. Esta obra fue realizada por Chapman Productions, se estrenó el 23 de marzo de 2013.

## Sinopsis
Una observación a la industria mundial de la música en vivo, con entrevistas, actuaciones y presencias de reconocidos artistas y especialistas; entre ellos U2, Madonna y The Police.